# Акид, Мохамед
Мохамед Али Акид (араб. محمد علي أكيد‎; 5 июля 1949, Сфакс — 12 апреля 1979, Эр-Рияд) — тунисский футболист, играл на позиции нападающего. Участник чемпионата мира 1978 года.

## Биография

### Игровая карьера
В течение 11 сезонов Акид играл за «Сфаксьен», в составе которого выиграл два чемпионских титула, а также Кубок Туниса в 1971 году. В 1978 году переехал в Саудовскую Аравию, где в течение одного сезона играл за «Эр-Рияд», который стал его последним клубом в карьере.

### Карьера в сборной
В составе сборной Туниса принимал участие на чемпионате мира 1978 года, где сыграл в трёх матчах группового этапа со сборными Мексики (3:1), Польши (0:1) и ФРГ (0:0). По итогам турнира сборная Туниса заняла в группе 3-е место и не вышла в следующий раунд. Всего за сборную Туниса сыграл 52 матча и забил 16 голов.

### Смерть
Погиб 11 апреля 1979 года на тренировке во время грозы от удара молнии.

## Достижения
«Сфаксьен»
- Чемпион Туниса (2) : 1970/71, 1977/78
- Обладатель Кубка Туниса (1) : 1970/71